# HD 87883 b
HD 87883 b est une exoplanète orbitant autour de l'étoile HD 87883 (en) de la constellation du Petit Lion. Elle est découverte en 2009 par la méthode des vitesses radiales.